# Walckenaeria rufula
Walckenaeria rufula is een spinnensoort uit de familie hangmatspinnen (Linyphiidae). De soort komt voor in Mexico.